# Johann Friedrich Böttger
Johann Friedrich Böttger (4. února 1682 Schleiz – 13. března 1719 Drážďany) byl německý alchymista a chemik, spoluobjevitel výroby porcelánu.

## Život
Po brzké smrti svého otce vyrůstal v rodině otčíma Friedricha Tiemanna, který mu poskytl všestranné vzdělání, o které se zasloužil zejména učenec Johannes Kunckel. V lékárně Friedricha Zorna v Berlíně se Böttger vyučil lékárníkem a získal nejen chemické vzdělání, ale především dobové alchymistické cíle.
Jako alchymista se zabýval hledáním kamene mudrců. Podle legendy se mu v Berlíně podařilo v přítomnosti významných osob včetně jeho zaměstnavatele, lékárníka Zorna, přeměnit olovo ve zlato.[zdroj?] Pruský král Friedrich I. od něj poté požadoval, aby mu své tajemství prozradil. Böttger ve strachu uprchl do Saska, kde však byl chycen a zajat Augustem Silným.
Aby si zachránil život, slíbil Böttger nalézt tajemství kamene mudrců.To se mu nezdařilo, údajně však vyrobil zlato ze stříbra.[zdroj?] Se svým přítelem Waltherem von Tschirnhaus objevil techniku výroby tvrdé keramiky z kaolinu – čínského porcelánu biskvitu. Receptem byla kombinace ingrediencí zahrnujících coldický jíl (druh kaolínu), vápenatý alabastr a křemičitý písek. Pro Augusta Silného pak v Míšni založil a vedl první evropskou porcelánku. Zemřel ve věku 37 let, pravděpodobně v důsledku vdechování jedovatých výparů při pokusech, které prováděl.

## Životopisná črta a citát
Tajemství výroby porcelánu chránil Böttger tak dokonale, že se neví, kdy ho vlastně odhalil. Pravděpodobně to bylo mezi lety 1708 a 1709. Otázkou výroby porcelánu se začal zabývat jen proto, že mu kurfiřt August Saský pohrozil trestem smrti, jestli nedokáže porcelán vyrobit. Už předtím byl Böttger jednou odsouzen ke smrti za to, že se zabýval alchymií. Není divu, že k porcelánu měl zcela přehlíživý a opovržlivý vztah. Nade dveře své laboratoře si pověsil nápis: "Náš Stvořitel, Bůh nebeský, jehož úmysly jsou nevyzpytatelné, udělal ze zlatoděje hrnčíře."
Jeho hmota později slula coby míšeňský porcelán (Porzellan aus Meissen). Böttger ale odmítl dát o ní jakoukoli informaci. Zařídil však, aby se polovinu tajemství naučil zpaměti Michael Nehmitz a druhou jakýsi Hartelmei. Takže Hartelmei věděl, jak se vyrábí porcelán a Nehmitz znal zase recept na glazuru.